# 街頭活動

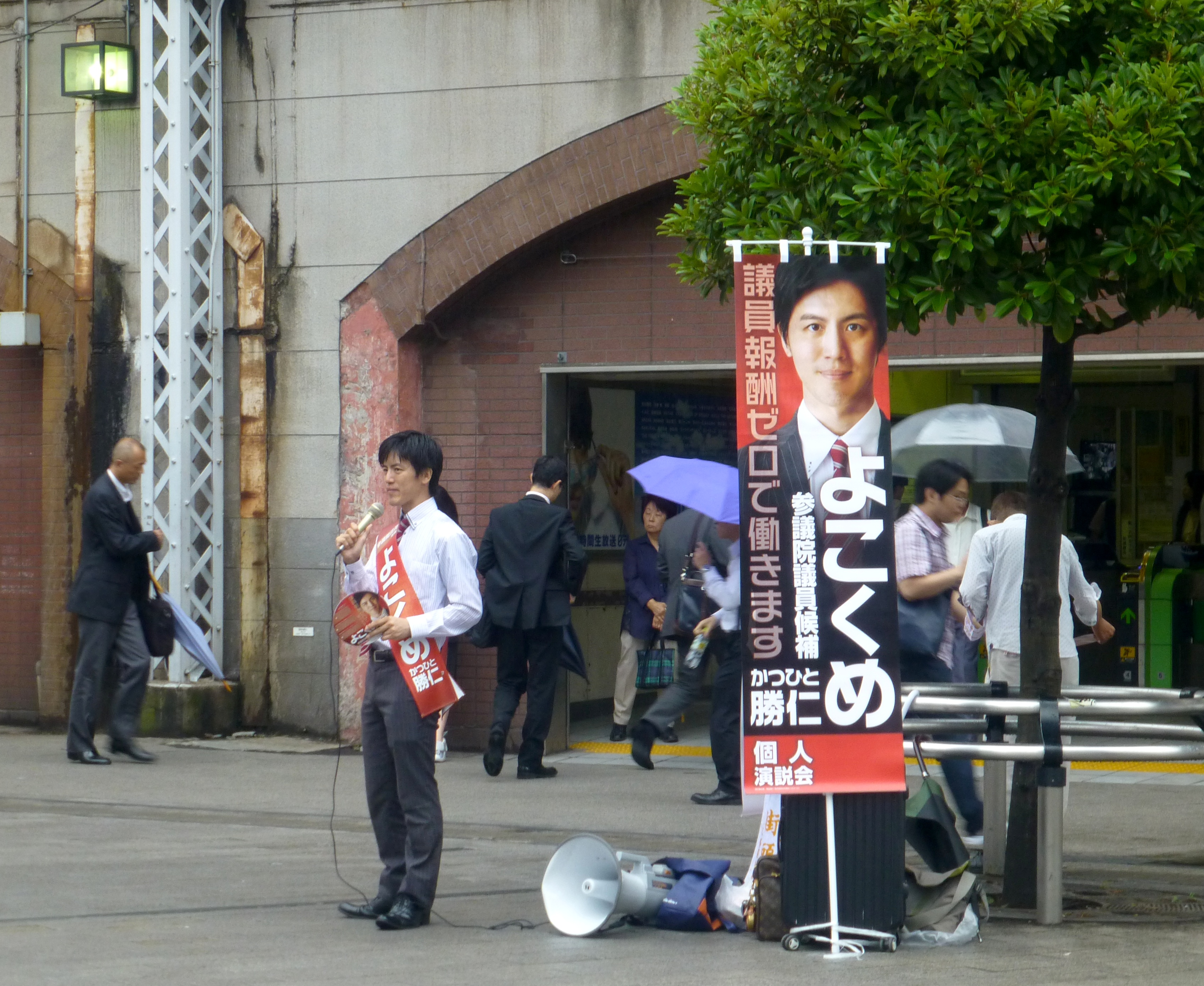
駅の改札口前で選挙活動を行う候補者

街頭活動とは、市街地の往来の多い場所において、通行人や周辺住民に自身の政治思想や名前を認識してもらう目的で行う広報活動の事である。とくに鉄道駅において利用客や近隣住人に対して行う場合は駅頭活動と呼ばれ、朝に改札口で駅頭活動を行う場合は朝立ち、夕方以降に行う場合には夕立ちと呼ぶこともある。
地域によって様々な呼称があり、駅頭や挨拶活動とも呼ばれる。
交通量の多い交差点にて往来の自動車などを対象に行う場合は交差点立ち、辻立ちと呼ばれる。

## 派生

### 始発から終電駅頭
始発電車の発車する前から改札口近辺に立ち、そのまま終電車の運行が終わるまで駅で活動を続けることで体力、気力、熱意、インパクトなどを有権者に印象付ける演出手法である。
元埼玉県知事の上田清司が自身が最初に始めた手法であると発言している。